# SC Tétange
SC Tétange was een Luxemburgse voetbalclub uit Tétange, een deelgemeente van Kayl. De club werd opgericht in 1914 speelde 18 seizoenen in de hoogste voetbalklasse.

## Geschiedenis
In 1922 werd de club vicekampioen van de tweede klasse en promoveerde zo naar de hoogste klasse, waar het de laatste plaats behaalde. Terug in de tweede klasse werd Tétange gedeeld tweede met US Dudelange en moest een testwedstrijd spelen om de promotie, maar verloor deze. Het volgende seizoen degradeerde de club naar de derde klasse. Tétange kon nog terugkeren voor seizoen 1930/31 maar verdween dan opnieuw in de anonimiteit van de derde klasse. Van 1936 tot 1940 speelde SC opnieuw in tweede en bij de terugkeer in 1946 stootte SC weer door naar de elite. 
Het tweede seizoen in de hoogste klasse verliep al beter en de club werd negende op twaalf clubs. Ook de volgende seizoenen werd SC negende en werd in 1951 zesde. Na enkele middenmootplaatsen degradeerde de club in 1955. Na één seizoen keerde de club terug en werd in 1958 vierde in de eindstand, de beste plaats ooit. De volgende seizoenen vocht de club opnieuw tegen degradatie, een strijd die het in 1961 verloor. Na twee seizoenen ging de club opnieuw naar de derde klasse. Hierna herstelde de club zich en keerde weer terug, een nieuwe promotie werd afgedwongen in 1969. In 1973 degradeerde de club weer en zou niet meer terugkeren op het hoogste niveau. Midden jaren zeventig speelde de club nog een jaar in de derde klasse en degradeerde begin jaren tachtig opnieuw en zakte zelfs weg naar de vierde klasse. 
Tétange ging enkele keren op en neer tussen derde en vierde klasse en een dieptepunt werd bereikt in 1993 toen de club naar de vijfde klasse degradeerd. De club werd wel meteen kampioen en promoveerde twee jaar later zelfs opnieuw naar de derde klasse. In 1999 promoveerde de club opnieuw naar de tweede klasse. Na één seizoen degradeerde de club weer en in 2003 volgde een nieuwe degradatie naar de vierde klasse. In 2005 fusioneerde de club en werd zo Union 05 Kayl-Tétange.